# 谷垣禎一
谷垣 禎一（谷垣 禎一、たにがき さだかず、1945年〈昭和20年〉3月7日 - ）は、日本の政治家、弁護士、税理士。
衆議院議員（12期）、科学技術庁長官（第56代）、総理府原子力委員会委員長（第56代）、大蔵政務次官（小渕内閣）、金融再生委員会委員長（第3・4代）、国家公安委員会委員長（第69代）、産業再生機構担当大臣（第1次小泉第1次改造内閣）、食品安全担当大臣（第1次小泉第1次改造内閣）、財務大臣（第3・4・5代）、国土交通大臣（第9代）、海洋政策担当大臣（福田康夫改造内閣）、法務大臣（第92代）、自由民主党総裁（第24代）、自由民主党政調会長（第50代）、自由民主党幹事長（第51代）、自民党たばこ議員連盟顧問を歴任した。
父は文部大臣（第101代）を務めた衆議院議員の谷垣専一。祖父は陸軍中将の影佐禎昭。

## 来歴

### 生い立ち
東京都生まれ。幼少期を長野県で二年過ごし、麻布中学校・高等学校を経て、東京大学法学部第1類(私法コース)を4留しつつも卒業。東大卒業後、司法試験を7回受験し、1979年に合格。司法修習第34期を修了し、弁護士となる。野田総合法律事務所に所属していた。

### 衆議院議員
1983年、父・専一の死去に伴い、父の地盤を継承。1983年の旧京都2区補欠選挙に自由民主党公認で出馬し、初当選した。当選後、選挙戦中に旧京都2区に20日間泊まり込みで支援をした白川勝彦が所属し、なおかつ亡父も籍を置いていた宏池会に入会。
1995年、衆議院議院運営委員長に就任。1997年、第2次橋本改造内閣において、経済企画庁長官か科学技術庁長官のポストで選択を迫られ、後者を選択して初入閣を果たす。1998年の第18回参議院議員通常選挙で大敗した橋本龍太郎が退陣、その後成立した小渕内閣では大蔵政務次官に起用された。当時の小渕恵三首相が元首相の宮澤喜一に大蔵相就任を要請した際、就任の条件の一つに挙げたのが谷垣の大蔵政務次官への就任であったため、閣僚経験者ながら政務次官に就任した。金融国会においては金融関連二法の成立に尽力し、小渕第2次改造内閣で金融再生委員長の越智通雄が失言により辞任した際、後任に起用された。第1次森内閣において、金融再生委員長に再任。2000年の加藤の乱では、宏池会会長の加藤紘一に同調するも、内閣不信任決議案可決の試みは不発に終わった。谷垣はこの際、賛成票を投じに向かおうとする加藤の腕をつかみつつ、「あなたは大将なんだから、一人で突撃なんて駄目ですよ」と訴え、慰留に努めた。乱以後の宏池会分裂に際しては加藤派に参加した。

### 小泉政権

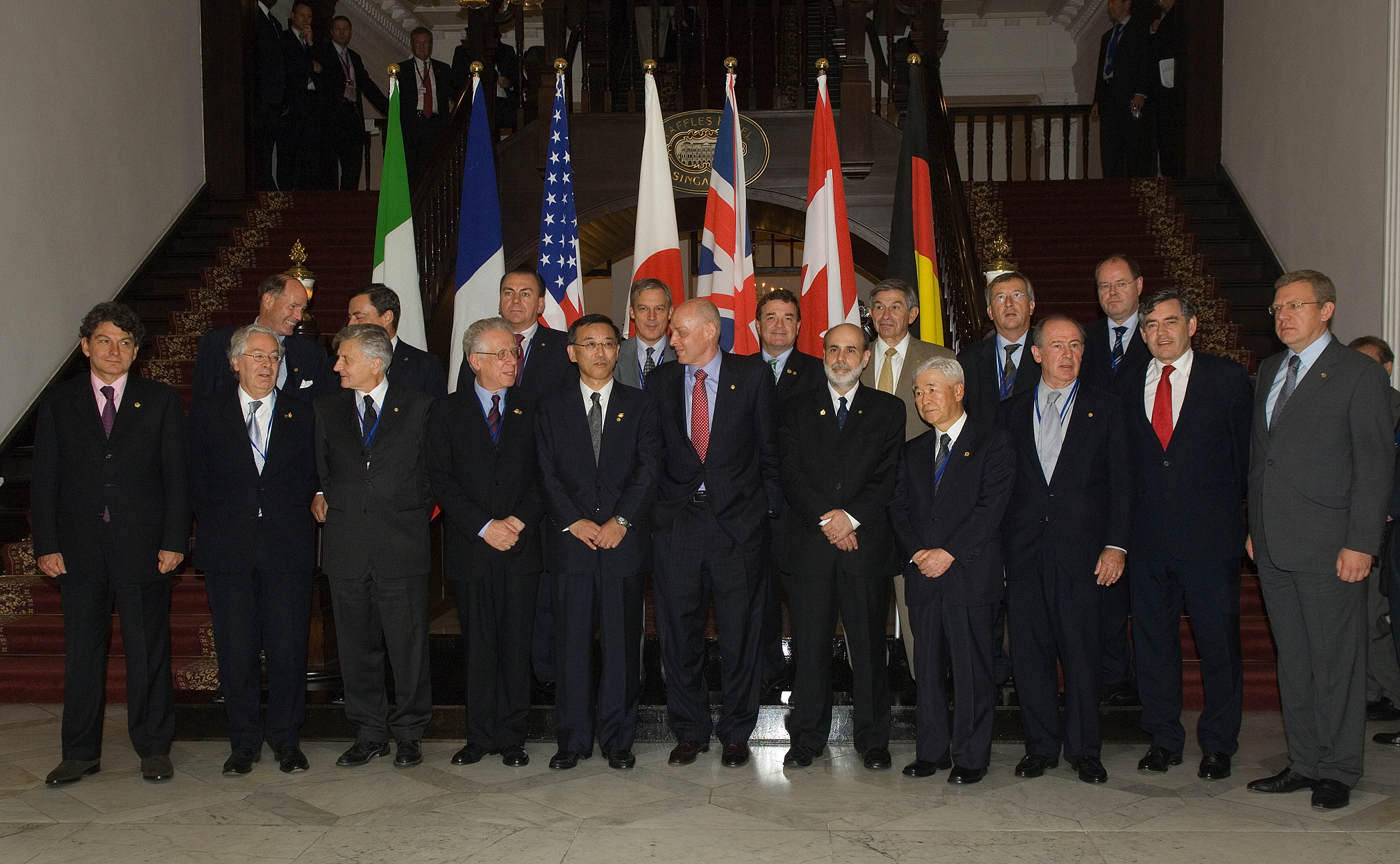
2006年9月16日、シンガポールのラッフルズ・ホテルでの先進7ヶ国財務相・中央銀行総裁会議にて

加藤の乱以後、加藤や山崎拓に連座した議員らは一様に森政権下では不遇であったが、2001年に内閣総理大臣に就任した小泉純一郎の下で谷垣は重用された。第1次小泉第1次改造内閣で国家公安委員会委員長に任命され、産業再生機構担当大臣・食品安全担当大臣 の補職辞令を受けたことを皮切りに、第1次小泉第2次改造内閣では塩川正十郎の後任として財務大臣に横滑りし、小泉が退陣するまでの丸3年務めた。2005年、加藤派を引き継いでいた小里貞利が政界を引退し、また同派最高顧問の加藤紘一が離脱したのに伴って小里派を継承、谷垣派会長に就任した。

### 2006年自由民主党総裁選挙
2006年9月、自由民主党総裁選挙に立候補。
総裁選では、政権構想に
1. 財政再建（2010年代半ばまでには消費税を10%に引き上げ）[14]
2. 東アジア外交の立て直し（在任中は靖国神社参拝を控え、日中韓首脳同士が常時対話が可能な「アジアホットライン」の構築）[14]
3. 地域社会の活性化（法人税、地方交付税等の税体系の見直しを通じた税収の地域間格差の是正に取り組む）[14]

等を掲げた。投票の結果、谷垣は703票中102票（国会議員66票・地方36票）を獲得し、安倍晋三（当選）、麻生太郎に次ぐ最下位に終わったが、比較的タカ派色の強い安倍、麻生に対しハト派の谷垣が対立軸を明確に打ち出し、3桁の票を獲得する健闘を見せた。

### 安倍・福田・麻生政権

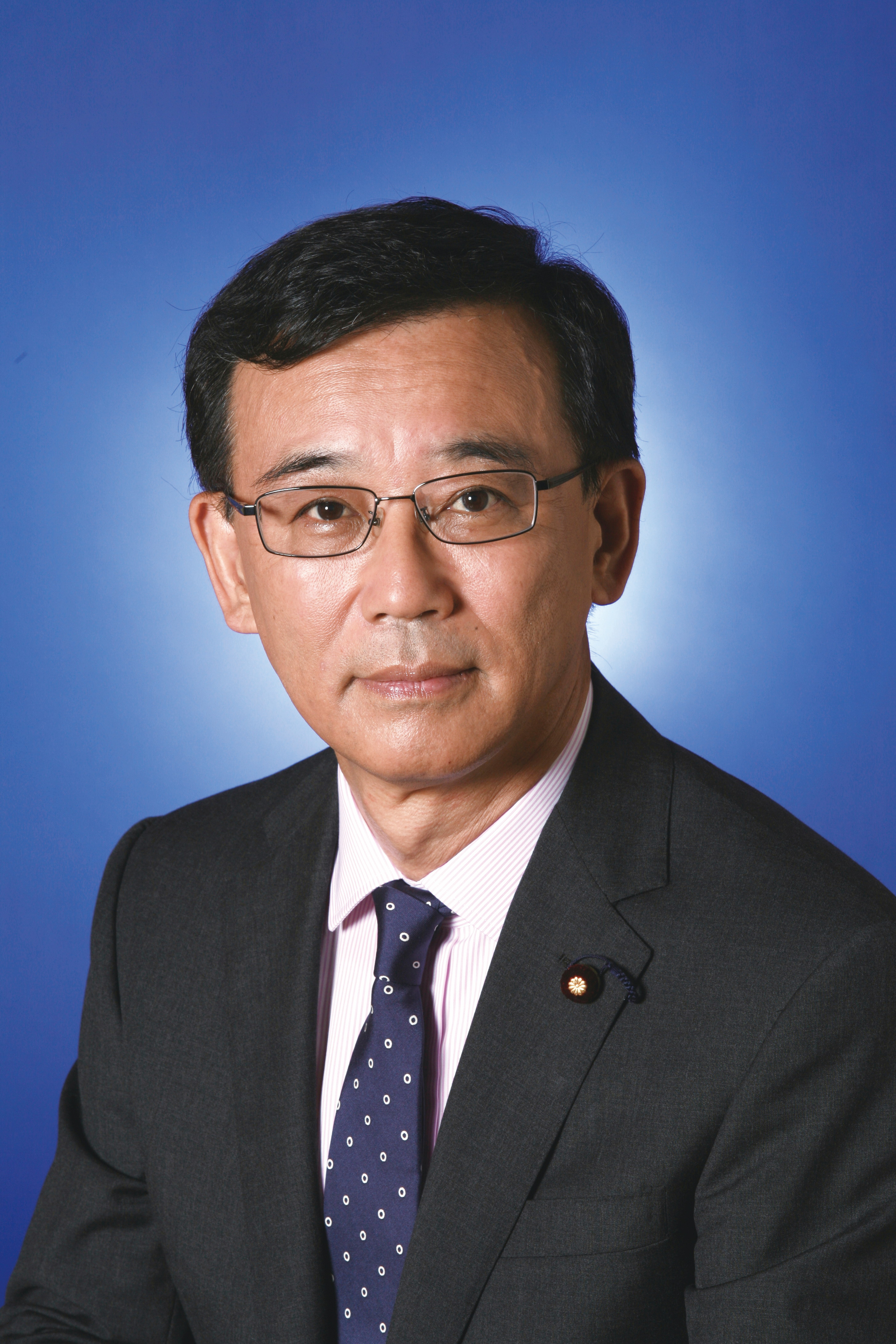
2007年

第1次安倍内閣において谷垣派は閣僚および党三役ポストを一つも獲得できず、党内非主流派に回った。与党が過半数割れの大敗を喫した第21回参議院議員通常選挙後は、安倍内閣の政治姿勢や続投に公の場で疑問を呈する等、批判の度合いを強めていたが、参院選後の内閣改造・党役員人事においても谷垣派からの閣僚・党三役への起用は見送られた。同年9月、安倍首相の辞任を受けて行われた自由民主党総裁選挙に一時、出馬を検討したが、出馬表明を行った元内閣官房長官の福田康夫を派を挙げて支持し、自身の出馬は見送った。幹事長（当時）の麻生太郎を破り総裁に選出された福田の下で政務調査会長に起用され、初めて党三役入りした。福田政権の発足を契機に、加藤の乱以来の懸案であった宏池会再結集の動きが一気に具体化し、2008年1月には古賀・谷垣両派の合併が決定（中宏池会構想）。
同年5月に発足した古賀派では代表世話人に就いたが、新派閥の総裁候補は棚上げされたままで、また派内には菅義偉ら麻生を支持する議員も少なくなく、派を挙げて谷垣を一枚岩で支援する体制は整わなかった。2008年、福田康夫改造内閣で国土交通大臣に任命されるも、福田は間もなく辞任。それに伴う自由民主党総裁選挙でも出馬に意欲を見せたが、福田康夫内閣の一員であった立場を考慮し、断念。宏池会は自主投票を決定した。この総裁選では、宏池会から麻生派会長の麻生太郎、無派閥の与謝野馨を率先して支持する議員が現れ、2度続けて出馬を見送った谷垣の影響力低下を感じさせた。
2009年の第45回衆議院議員総選挙では、京都5区で民主党新人の元自衛官、小原舞の猛追を受けるも7,032票差で逃げ切り、10選（小原は比例近畿ブロックで復活当選している）。しかし、この総選挙で旧民主党への政権交代が起き（民社国連立政権：鳩山由紀夫内閣成立）、自民党は大敗。総選挙17日後の9月16日に麻生内閣は総辞職し、（連立政権を形成していた公明党とともに）野党に転落した。

### 自由民主党総裁、野党党首として

#### 2009年
2009年9月28日、（その29日前の8月30日の）総選挙の結果を受けて麻生太郎総裁が引責辞任の意向を表明して行われた2009年自由民主党総裁選挙で、河野太郎と西村康稔の候補2人を破って499票中300票を獲得し、第24代自由民主党総裁に選出された。
自民党総裁就任時に内閣総理大臣に指名されなかったのは河野洋平、橋本龍太郎に次いで3人目であった。ただし、橋本は村山富市（兼日本社会党委員長）の退陣を受け後に内閣総理大臣に就任（第1次橋本内閣、第2次橋本内閣、第2次橋本内閣 (改造)）、河野も総裁退任後に衆議院議長を務めており、三権の長のいずれも経験していない自由民主党総裁経験者は谷垣のみである。ただ、野党の党首として、在任中に内閣総理大臣を兼任しなかった自由民主党総裁としては、河野洋平に次いで2人目であった。
同年10月、政権奪還を意識する観点から「影の内閣」の設置に意欲を見せていたが、党内から「『影の大臣』と『大臣』の名がつけばポスト争いが始まる」との異論が出たため、構想は頓挫した。10月19日には、秋季例大祭が行われている靖国神社に参拝。自民党総裁の靖国神社参拝は、2006年8月15日（終戦記念日）に内閣総理大臣（当時）の小泉純一郎が参拝して以来、3年2ヶ月ぶりであった。その後産経新聞の取材に対し、2006年自由民主党総裁選挙において「首相に就任した場合は参拝を自粛する」と表明していた ことについて、「当時の国際関係を考慮し、総理はあの時点では差し控えるべきだという意味です」 と述べ、「野党になったから参拝したのか？」との質問には「野党であるということを斟酌してというよりも、戦争で亡くなられた英霊をお祀りする場は必要だと思う」と答えた。靖国神社に代わる国立追悼施設の建設については、総裁選時に「他の施設を造るのは賛成できない」と述べており、この時も記者団に対し、「戦争に従軍した方々は『戦死したら靖国神社に祀られる』という思いを持って亡くなった方が大勢いるので、その重みはある」と述べ、慎重な構えを見せた。
11月26日、民主党や公明党などが成立を目指す永住外国人への地方選挙権付与について「反対だ」と明言した。また、「党全体を賛成の方向でまとめていくつもりは全くない」とも語り、自民党としても外国人参政権に賛成をしないという意向を示した。
天皇特例会見問題では、民主党政権を批判。民主党幹事長（当時）の小沢一郎による“国事行為発言”についても批判 し、「天皇の政治利用」とする認識を示した。また、天皇の訪韓にも慎重な姿勢を示した。

#### 2010年
2010年1月1日、（野党党首である）自由民主党総裁として自民党本部から全国の党員・党友組織自由国民会議会員に向けて新年のメッセージを送った。
1月4日、伊勢神宮に参拝。記者たちに「特に政治とカネの問題を見ると、必ず内閣総辞職、あるいは解散によって国民に信を問うところまで求めていかなければならない」と述べ、偽装献金問題などを追及し首相の鳩山由紀夫が辞任することを強く要求していく考えを強調した。また、衆参同日選挙の可能性について「1つの選択肢として視野に置く必要がある」と述べた。民主党幹事長の小沢一郎については、小沢が先日の天皇特例会見を「内閣の助言と承認に基づく、国事行為だ」として正当化したことに触れ「小沢幹事長の如きにいたっては、あたかも内閣が判断をすれば天皇陛下に何でもお願いできるかのような表現すら取っている。全く日本国憲法の構造を履き違えたものだ」と批判した。
1月7日の新年初の自民党総裁定例記者会見にて、産経新聞の記者から「鳩山首相がTwitterを始められましたが、総裁はやられるのか？」との質問に対し「つぶやくようなことはしない。ごまめの歯ぎしりでもあるまいし」と否定し、フリーランスの記者から「鳩山首相がブログを始めましたが、総裁としてブログを書くつもりはあるか？」との質問に対しては「具体的に考えていない」と答えた。
1月19日、BSフジの番組「BSフジLIVE プライムニュース」にて、永住外国人への地方選挙権付与法案について「米軍普天間基地移設問題を地方の首長選（2010年1月24日の名護市長選）に委ねようとする動きを見ていると、地方参政権を付与するのがいいのかどうか」と述べ、外国人参政権に反対する意向を改めて表明。賛否では党議拘束をかけるべきだとの考えを示した。また同市長選と同日の党大会には自身の選挙区に含まれる網野町（平成の大合併で京丹後市）出身の野村克也を来賓として招聘した。
2月11日（建国記念の日）、神社本庁や日本会議などで作る「日本の建国を祝う会」主催の「建国記念の日奉祝中央式典」であいさつし、「現在、我が国は非常に厳しい経済情勢のもとにありますが」「むしろ、危機は飛躍するための好機であるととらえ、今こそ人づくり国づくりに力を尽くす時であると考えます」と述べた。また、「国の発展には、伝統文化の継承と心豊かな人材の育成が必要不可欠」として、道徳教育の必要性などを訴えた。
2月25日、鳩山由紀夫内閣がまとめた天皇の公的行為に関する見解 について、国会内で記者団に「象徴天皇のデリケートさに全く何の配慮もない、政治的英知を欠いた見解だ。その都度その都度便宜的に判断すればいいという答えだが、憲法のイロハも心得ない噴飯物の解釈だ」と批判した。
4月16日、韓国の与党であるハンナラ党の鄭夢準代表から、日本における永住外国人への地方選挙権付与に協力するよう求められたが、「憲法上の問題もあり自民党は反対の立場だ」と述べた。
4月22日、自民党本部にて行われた定例記者会見で、鳩山由紀夫の元公設秘書が東京地方裁判所にて有罪判決が出たことに関して「弁護士は総理を守る、依頼者を守るのが仕事で、総理の責任は説明責任をきちっと果たす」と述べ、弁護士の国会への参考人招致を求めていく方針を示し、「鳩山首相は、秘書の疑惑は議員の責任と、過去に誠にあっぱれな発言された経緯があります。ご自身の責任も明らかにすべきであると、申し上げたいと思います」と追及する構えを見せた。
参議院議員の舛添要一より離党届が提出された問題では、「比例代表から選出されており、議員辞職をするのが筋」と離党届を受理しない旨を示唆した。その結果、舛添は27日の党紀委員会会合で除名処分となった。
また、フリーランスの記者から「この程、Twitter を始められた心境の変化について」を尋ねられた際には「若い方々から多くの方の生の声を聞く、非常に良い手法であると。必ずしも、公式の、四角四面の街頭演説や集会では得られない声が返ってくるということもある」と周りから勧められたことを述べた。
4月28日、宮崎県で家畜伝染病である口蹄疫が拡がっていることを受けて、宮崎県で口蹄疫の視察をした。2日後、口蹄疫対策本部（本部長・谷垣禎一総裁）を設置し、政府に対し万全の対策を講じるよう申し入れ。野党の自民党が対策本部を設置する異例の事態となった。
7月の第22回参議院議員通常選挙を控え、「与党を過半数割れに追い込めなかった場合は総裁を引責辞任する」と表明し、背水の陣を敷いて選挙戦に臨んだ。公明党との協力戦略が奏功し、自民党は51議席を獲得して改選第1党となり、連立与党は過半数を割り込んだため、谷垣は総裁続投を表明した。

#### 2011年
2011年8月30日の菅内閣総辞職に伴う内閣総理大臣指名選挙で、衆議院において自民党議員の他に無所属の鳩山邦夫からも票を得た。参議院では1回目は民主党代表の野田佳彦に次ぐ2位の票を獲得し、野田との決選投票では、たちあがれ日本、公明党、無所属の大江康弘、長谷川大紋からも支持を受けた。

#### 2012年

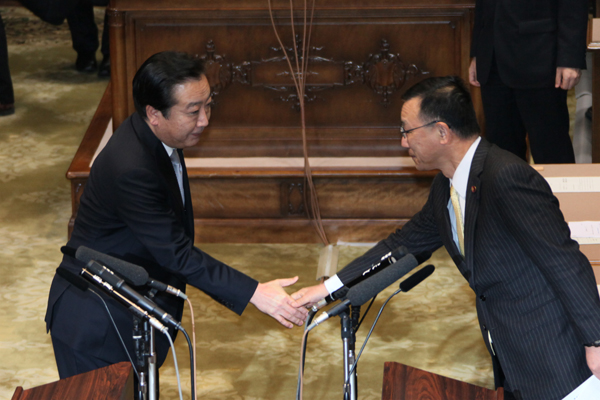
2012年2月29日、党首討論で野田佳彦内閣総理大臣と握手を交わす

2012年1月8日から12日にかけ、野党党首として総裁就任後最初の外遊として、ベトナムとインドネシアを訪問した。中国の存在感が増す中、ASEANの重要国である両国との間で、安全保障や経済面での連携についての協議が行われた。なお、第2次安倍内閣で谷垣が法務大臣に在任していた間に、法務省の施設等機関である法務総合研究所国際協力部は、アジア圏でのルール形成に日本が積極的に関与していくという見地から、ベトナム、インドネシアを含めたASEAN諸国等に対し、法律の整備や法律家人材育成といった法制度整備支援に関する方針改訂を行っている。
同年9月の自由民主党総裁選挙に再選を目指して立候補を予定していた。しかし、石原伸晃幹事長が立候補を表明したため「執行部を含めて党内を掌握できなかった責任を取る」として、9月10日に再選出馬を断念。石原は「谷垣総裁を支えてきたが、谷垣さんを支えるために政治をやってきたわけではない」 と述べた。これにより、河野洋平以来2人目の内閣総理大臣に就任しなかった自由民主党総裁、任期中通して野党党首であった唯一の総裁となった（河野は任期中に自社さ連立政権発足に伴い与党に復帰した。次代の安倍晋三も就任直後は野党総裁であったものの2012年12月26日に内閣総理大臣に就任、また第21代総裁時代も首相を務めた）。平成年間では谷垣までの時点で13名が総裁を務めたが、任期満了による退任は1991年の海部、1995年の河野、2006年の小泉純一郎に続く4例目である。
総裁退任後も宏池会へは戻らず、総裁選で再選出馬を支持していた議員らを中心に谷垣グループである有隣会を旗揚げし、同会顧問に就任した。

### 与党復帰と法務大臣
2012年12月、第46回衆議院議員総選挙で11回目の当選。野田佳彦第3次改造内閣総辞職により民主党政権が終焉。公明党との連立政権が復活して、選挙後に発足した第2次安倍内閣で、新総理の安倍より、最初に入閣を打診され、弁護士を務めていた過去から法務大臣を選択し入閣。法相就任後、2013年は2月21日・4月26日・9月12日・12月12日の4度8人の死刑囚の死刑執行を命令した。
2013年9月4日に最高裁判所が「婚外子を差別する民法の規定が、日本国憲法に対して違憲である」との違憲判決を下した ことを受けて、兵庫県明石市が10月1日、出生届の記載事項である「嫡出子」「嫡出でない子」の記載を削除した届出用紙を独自に作成したことや、婚姻歴のないひとり親家庭に対する寡婦（夫）控除のみなし適用を実施することを明らかにしたことに対し、「法令で定められたところに背く扱いを行おうとすることは極めて遺憾」と述べた。また、同年9月12日には渋谷駅駅員銃撃事件（2004年）で死刑が確定した死刑囚・熊谷徳久の死刑執行を命令した。
2013年10月8日、栃木県宇都宮市で開いた自身のグループ研修会で講演し、消費税率を10%に引き上げることについて「10%に引き上げる時に最大の問題は原発を動かせるかどうかだ。できるかどうかで日本の景気動向は大きく変わる」と述べた。
2014年6月26日、死刑囚1人に対して死刑執行を命令した。この執行は年が変わってから初めてとなる。そして同年8月29日には2度目となる死刑囚2名（武富士弘前支店強盗殺人・放火事件の死刑囚ら）の死刑執行を命令した。法務大臣就任中に合計6度11人の死刑囚の死刑執行を命令した。これは歴代法相の中で上川陽子・鳩山邦夫に次ぐ執行回数である。

### 自由民主党幹事長
2014年9月3日、第47代自由民主党幹事長に就任。自由民主党総裁経験者の幹事長就任は初めて。そして同日午前中の記者会見では、年末の消費税10%引き上げに関して、法律上は8%から10%に引き上げるためのレールが敷かれており、基本的には法律に則って進める考えを示す一方で、同時に景気情勢をよく見ていかなければならないと述べた。また安倍晋三首相からは「諸般の事情もよく目配りして進めてほしい」と指示があったことも明かした。

### 自転車事故
2016年7月16日午前、趣味のサイクリング中に転倒し、頸髄損傷により入院する。幹事長の職務続行が困難になったため辞任の意向を示した。これを受け、続投させる意向であった安倍晋三首相は、同年8月3日に行われた内閣改造に伴う自民党役員人事において、総務会長の二階俊博を幹事長に任命し、谷垣は幹事長の職を辞することとなった。以後、療養に努めていたが、2017年6月16日、東京都内で開かれた谷垣派のパーティーにおいてメッセージを寄せ、秋口までに復帰することを示唆した。その後、9月20日に第48回衆議院議員総選挙には立候補しない意向を示した。政界復帰を求められたが、「後進に託す」として慰留を固辞し、9月25日、正式に政界引退を表明した。

### 活動再開
2018年7月には有隣会(谷垣グループ)が隼町にバリアフリー仕様の新しい事務所を開設した。同年10月31日昼、安倍晋三首相と内閣総理大臣官邸で面会し、その後は自ら記者団の取材にも応じた。これが自転車事故で頸椎を損傷して以来、約2年3カ月ぶりに公の場に姿をみせた機会となった。
2019年2月10日、東京都内のホテルで開かれた自由民主党大会で車イスに乗って登壇しスピーチを行った。3月13日には二階が谷垣と会食し、同年夏の参院選への出馬を打診したが谷垣は固辞した。同年5月、東京都が設置した、「東京2020パラリンピックの成功とバリアフリー推進に向けた懇談会」の名誉顧問に就任。
2023年6月7日に行なわれた谷垣グループ（有隣会）の政治資金パーティで挨拶した。このとき、代表世話人の一人である遠藤利明が事前に谷垣に意向を伝えた上で、同グループを派閥化し谷垣派とする方針を表明したものの、所属議員の反発を受けたため同年8月には派閥化を断念。グループとしてはその後も存続したが、自由民主党内の派閥解消の動きを受けて2024年1月26日には有隣会も解散を決めている。

## 政策・主張
- 選択的夫婦別姓制度の導入に反対[78][79]。
- 死刑制度については、「著しく凶悪な重大犯罪に対しては死刑を科することもやむを得ない」と述べ、制度存続に賛成している[80]。

### 地方公務員給与削減
2011年、国家公務員の給与を時限立法で7.8％削減する特例法案について、「国家公務員の給与削減を地方公務員にも波及させるべきだ」と述べた。

### 日本長期信用銀行の売却
金融再生委員長在任中、日本長期信用銀行破綻後に公的資金を投入しオランダ籍の投資組合ニューLTCBパートナーズに10億円で売却するのを主導。ニューLTCBパートナーズが日本長期信用銀行名称変更後の新生銀行となり、新生銀行上場後株式を売却し約1兆円の売却益を得たが日本側から課税できないことについて、財務大臣在任中に日本共産党衆議院議員の塩川鉄也から質問を受けた際、「条約関係のもとで日本では課税権がないということを承知しておりました」と述べ、旧日本長期信用銀行の売却時点ですでに将来収益に課税できないことを知りながら放置してきたことを認めた。これについて日本共産党は外資に利益を与え納税者に「不利益」を与えたと批判した。

### 特定秘密保護法
秘密保全法制には反対の立場であり、自民党議員12人と連名で「報道機関のみの規定をなぜ置くのか、報道機関以外はすべて処罰されるとするのか疑問である。かかる規定は、国民すべてに適用されるべき」という意見書を出したことがある が、特定秘密保護法には賛成。会見において、後述の1980年代のスパイ防止法では反対の立場をとっていたにもかかわらず、今回賛成の立場であることの理由を記者から質問された際、「秘密保護法制を考える際は、民主主義社会においては情報公開の仕組みが合わせてなければならない。当時は情報公開制度は無きに等しかった。その時より状況が変わってきている。また、構成要件の条件も、情報公開制度が全く無い時と、ある時とでは縛りのかけ方が違う。」と述べた。

## 人物
麻布中学時代は剣道部、麻布高校時代は山岳部に所属。いずれにおいても部活の先輩であった橋本龍太郎に指導を受けた。その縁で、橋本龍太郎が会長を務めていた日本山岳ガイド協会の会長を橋本から引き継いだ。東大入学後もスキー山岳部に入部し、当時の東大スキー山岳部は年間100日以上も山に籠るのがざらであり、活動にのめり込んで単位を落とし続け留年し、8年がかりで卒業したり、司法試験で何度も不合格になる等、苦労人的なエピソードも持っている。
他の趣味は落語鑑賞、サイクリング。サイクリングにはロードバイクやマウンテンバイクを愛用し、何度もロードレースに参加し好タイムで完走している。ただ、2009年にはサイクリング中に転倒し、ケガをした。政界でも指折りの自転車愛好者で、自転車活用推進議員連盟と日本サイクリング協会の会長を務め、協会公式サイトの「会長の新年ご挨拶」ページにはヘルメットにレーサージャージ姿の自身の写真を載せたり、総裁就任後は選挙応援や地方遊説にも自転車を活用し自転車活用推進法の制定に尽力した。自転車関連でのメディア露出も多く、例えばムック本『イエローバイシクル 』では、111.28kmの距離を同誌編集長と共に自転車で走りながら語り合う前代未聞のインタビューを受けたり、単行本『自転車会議』では共著者に名を連ねたりしている。
- 東大法学部には、1年間の浪人生活を経て、進学している。同期には弁護士で、衆議院議員や内閣官房長官を務めた仙谷由人がおり、当時の縁から現在でも冗談を交わすこともある仲だという[91]。また、2011年6月に死別した佳子夫人とは、法学部在籍中に通っていた司法試験合格を目指す予備校で出会って以来の仲であった[91]。
- 学生時代から弁護士志望で政界入りの意欲は持っておらず、父・専一からも「こういう仕事は世襲じゃないんだから、お前は継ぐな」と言われていたが、1983年6月27日に父が急逝。当時株主総会の集中日で弁護士として多忙を極めていたところを後援会から「ホテルで缶詰め」にされ、「警察の取り調べのように」出馬を要請された。7月3日に出馬を承諾、8月7日に補欠選挙で当選する慌ただしさだった[92]。
- 愛読書は四書五経など中国の古典や宋代の詩人・蘇軾の漢詩などで、しばしば中国の故事を引用する。また読書を巡るインタビューでは、竹越与三郎の『二千五百年史』、田口卯吉の『日本開化小史』、北畠親房『神皇正統記』、新井白石『読史余論』といった史論への嗜好を語っている[93]。
- 日蓮宗寺院の檀信徒であり[94]、同宗を鑽仰する国会議員のグループ「法華一乗会」に加入しているほか、同宗が千鳥ヶ淵戦没者墓苑で行っている戦没者追善供養法要にも参列したことがある[95]。またクリスチャンではないものの聖書に造詣が深く、キリスト教系の政財官界人の親睦会「インターナショナル・VIP・クラブ」の講師を務め、「国会議員が集まって聖書を読みながら祈る会」を発足させたメンバー議員の一人。
- ワイン愛好家で名誉ソムリエの称号を持つ[96]。ただし、かつての宏池会の同僚議員であった森田一によれば、ワインは蘊蓄派というよりガブ呑み派の酒豪だという[97]。
- 巨人軍の熱烈なファンである[97]。
- 1996年に『文藝春秋』が企画した「現役政治部記者が選ぶ21世紀のリーダー」では3位に選出された。そこでは「政策通でありながら議運・国対で汗をかける政治家」として評価されている。また読売新聞が2001年にキャリア官僚100人を対象に実施したアンケート（2001年1月に紙面掲載）によれば、「2010年に活躍が予想される政治家」で1位（2位石原伸晃、3位額賀福志郎）、「21世紀中に首相になって欲しい政治家」では石原と共に1位に選ばれている[98]。
- 2000年の加藤の乱に際しては、加藤紘一・山崎拓に同調。しかし森派や橋本派の切り崩しにより造反の動きは鈍り、加藤、山崎の2人だけで不信任案への賛成票を投じに行こうとする加藤にすがりついて「加藤先生、大将なんだから！ 一人で突撃なんてダメですよ！ 加藤先生が突撃するときは俺たちだってついて行くんだから！大将は自重しなきゃダメですよ！」と涙ながらに慰留するシーンが話題になった。

- 尊敬する歴史上の政治家は聖徳太子[99]。影響を受けた政治家は宮澤喜一[100]。

### 著書
- 『谷垣禎一の興味津々　対談集』かまくら春秋社、2014年
- 『一片冰心　谷垣禎一回顧録』、聞き手：水内茂幸・豊田真由美（各・産経新聞記者）、扶桑社、2024年

## 裁判

### 買春疑惑と裁判勝訴
週刊文春（2005年12月8日号）で1988年に中華人民共和国を訪問中に女性を買春し、中国公安当局に尋問されたと報じられた。これを受けて谷垣は名誉を棄損されたとして、謝罪広告の掲載と2200万円の損害賠償を求めて週刊文春の発行元である文藝春秋側を提訴。1審（東京地裁）は名誉棄損の成立を認めて文藝春秋側に330万円の支払いを命じ、2審（東京高裁）では1審判決を支持した上で賠償額を220万円に減額。その後最高裁は文藝春秋側の上告を棄却し、2審判決が確定した。

## 不祥事

### 年金未納問題
2004年9月8日、政治家の年金未納問題が問題となった際、1年5か月分の未納が判明した。

### 佐世保小6女児同級生殺害事件での失言
2004年6月4日、内閣府特命担当大臣（防災）の井上喜一が佐世保小6女児同級生殺害事件について「元気な女性が多くなってきたということですかな」などと発言したため、問題の本質から外れているとして批判を浴びた。この発言を受けて、谷垣は6月5日に岡山市で行った講演で、「弁護するわけではないが、私の若い頃は、放火は女性の犯罪。もちろん男もあるが、どちらかというと女の犯罪。カッターナイフで切るのは原則的に大人の男の犯罪」などと発言 し、軽率な発言として批判された。

### 公職選挙法違反疑惑
日本共産党の機関紙しんぶん赤旗（2009年9月16日号）に、2009年の第45回衆議院議員総選挙において、2人に1万1000円を提供したと報じられた。

## 選挙歴
| 当落 | 選挙                     | 執行日         | 年齢 | 選挙区    | 政党       | 得票数     | 得票率 | 定数 | 得票順位 /候補者数 | 政党内比例順位 /政党当選者数 |
| ---- | ------------------------ | -------------- | ---- | --------- | ---------- | ---------- | ------ | ---- | ------------------ | ---------------------------- |
| 当   | 第36回衆議院議員補欠選挙 | 1983年8月7日   | 38   | 旧京都2区 | 自由民主党 | 12万5209票 | 26.62% | 2    | 1/7                | /                            |
| 当   | 第37回衆議院議員総選挙   | 1983年12月18日 | 38   | 旧京都2区 | 自由民主党 | 12万5446票 | 17.32% | 5    | 2/7                | /                            |
| 当   | 第38回衆議院議員総選挙   | 1986年07月06日 | 41   | 旧京都2区 | 自由民主党 | 13万7705票 | 18.17% | 5    | 3/7                | /                            |
| 当   | 第39回衆議院議員総選挙   | 1990年02月18日 | 44   | 旧京都2区 | 自由民主党 | 15万3786票 | 17.49% | 5    | 3/7                | /                            |
| 当   | 第40回衆議院議員総選挙   | 1993年07月18日 | 48   | 旧京都2区 | 自由民主党 | 11万8019票 | 14.03% | 5    | 4/8                | /                            |
| 当   | 第41回衆議院議員総選挙   | 1996年10月20日 | 51   | 京都5区   | 自由民主党 | 9万1146票  | 56.78% | 1    | 1/3                | /                            |
| 当   | 第42回衆議院議員総選挙   | 2000年06月25日 | 55   | 京都5区   | 自由民主党 | 10万9508票 | 63.54% | 1    | 1/3                | /                            |
| 当   | 第43回衆議院議員総選挙   | 2003年11月09日 | 58   | 京都5区   | 自由民主党 | 10万3486票 | 62.88% | 1    | 1/3                | /                            |
| 当   | 第44回衆議院議員総選挙   | 2005年09月11日 | 60   | 京都5区   | 自由民主党 | 10万7792票 | 58.85% | 1    | 1/3                | /                            |
| 当   | 第45回衆議院議員総選挙   | 2009年08月30日 | 64   | 京都5区   | 自由民主党 | 8万7998票  | 46.53% | 1    | 1/4                | /                            |
| 当   | 第46回衆議院議員総選挙   | 2012年12月16日 | 67   | 京都5区   | 自由民主党 | 8万7879票  | 56.50% | 1    | 1/4                | /                            |
| 当   | 第47回衆議院議員総選挙   | 2014年12月14日 | 69   | 京都5区   | 自由民主党 | 7万6733票  | 56.64% | 1    | 1/3                | /                            |

## 年譜
- 1963年 麻布高等学校卒業。

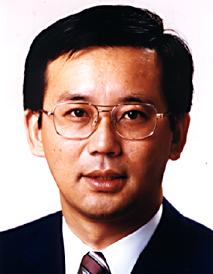
1997年、科学技術庁長官就任時に公表された肖像

- 1972年 東京大学法学部第1類（私法コース）卒業。
- 1979年 司法試験合格。
- 1982年 司法修習34期（同期に山口那津男、伊東秀子、千葉景子、松野信夫）修了し弁護士登録。
- 1983年 旧京都2区補選において衆議院議員に初当選。
- 1986年 衆議院議事進行係に就任。
- 1988年 郵政政務次官に就任。
- 1990年 防衛政務次官に就任。
- 1991年 衆院逓信委員長に就任。
- 1995年 衆院議運委員長に就任。
- 1996年 自由民主党総務局長に就任。
- 1997年9月11日 科学技術庁長官に就任（翌年7月30日まで）。
- 1998年 大蔵政務次官に就任。
- 2000年
  - 2月25日 金融再生委員会委員長に就任（同年7月4日まで）。
  - 11月21日 「加藤の乱」に際し、派閥の会長であった加藤紘一に同調。
- 2002年
  - 9月30日 国家公安委員会委員長に就任（～2003年9月22日）。
  - 11月8日 産業再生機構（仮称）担当大臣兼務（前同。2003年4月10日、呼称から「（仮称）」が外れる）。
- 2003年
  - 7月1日 食品安全担当大臣兼務（前同）。
  - 9月22日 財務大臣に就任（第1次小泉第2次改造内閣）。
  - 11月19日 財務大臣に再任（第2次小泉内閣、第2次小泉改造内閣）。
- 2005年
  - 9月21日 財務大臣に再任（第3次小泉内閣、第3次小泉改造内閣）。
  - 9月26日 宏池会会長に就任。
- 2006年
  - 9月 自由民主党総裁選挙に出馬、3位。
  - 10月 自民党総務に就任。
- 2007年9月 自由民主党政務調査会長に就任。
- 2008年
  - 5月13日 旧谷垣派と旧古賀派の合流に伴い、宏池会の代表世話人に就任。
  - 8月2日 国土交通大臣に就任（福田康夫内閣改造内閣）。
- 2009年9月28日 自由民主党総裁選挙で当選し自由民主党総裁に就任。
- 2012年
  - 9月10日 自由民主党総裁選挙への不出馬を表明。
  - 12月26日 法務大臣に就任（第2次安倍内閣）。
- 2014年9月3日 自由民主党幹事長に就任。
- 2016年
  - 7月16日 サイクリング中にロードバイクで転倒し、頸髄損傷の重傷を負う。
  - 8月3日 自由民主党幹事長を辞任。
- 2017年9月20日 二階俊博幹事長ら党幹部に政界を引退する旨を伝えた。
- 2018年10月31日 2年3か月ぶりに公の場に姿を現し、安倍晋三と総理大臣官邸で面会。
- 2020年1月1日 京都府福知山市より名誉市民の称号が贈られた[109]。

## 家族・親族

### 谷垣家
（京都府福知山市、東京都）
- 祖父・松次郎
兵庫県黒井村（現:丹波市）の出身で、生家は小間物屋[110]。父が早世して実家が没落[110]。小学校を終えると、酒造見習いの丁稚となった[110]。数えの19歳で京都府福知山に移り住み、呉服や素麺の行商から身を起こして、焼酎、味醂、清酒の製造を手掛け、1926年（大正15年）4月に数えの52歳で亡くなった[110]。趣味や遊びは一切せず、商売に心血を注ぎ、学問を独学で続けた[110]。味醂や酒の醸造に成功できたのも独学で醸造学を学んだからだった[110]。
- 父・専一（農林官僚、政治家）
松次郎の五男が専一である[110]。福知山中学から第三高等学校を経て、東京帝国大学法学部法律学科へ進む[111]。1936年（昭和11年）、農林省に入省[111]。満州国に出向し、そこで影佐禎昭の娘、安紀と見合いし、1944年（昭和19年）に結婚[111]。翌、1945年（昭和20年）3月7日、長男誕生[111]。奇しくも、影佐禎昭と同じ誕生日だった[111]。専一は岳父の名から一字を取り「禎一」と名付けた[111]。1958年（昭和33年）に農林省を辞職[112]。農林中央金庫の監事になっていたが、福知山出身の芦田均元首相が死去したので、後任に地元の人が専一を衆院選に担ぎ出した[112]。大平内閣で文部大臣になった[112]。
- 母・安紀（影佐禎昭陸軍中将の娘、1923年生、癌により42歳の若さで亡くなる[113]）
- 弟・信行（谷垣禎一秘書、1950年生）
- 妻・佳子
2011年6月13日入院先の病院で死去。66歳[114]。
- 二女あり

### 親戚
- 従兄・八木靖浩（川崎製鉄社長）

## 所属団体・議員連盟
- 自民党たばこ議員連盟（顧問）[115][116]
- ユニセフ議員連盟（会長 2006年-2017年）[117][118]
- 北京オリンピックを支援する議員の会（副会長）
- 日本会議国会議員懇談会[119]（顧問）
- 神道政治連盟国会議員懇談会[119]
- みんなで靖国神社に参拝する国会議員の会[119]
- 日韓議員連盟（常任幹事）[120]

## TV出演
- 空から日本を見てみよう 国道246号線編（テレビ東京）
- 日経スペシャル カンブリア宮殿 「ニッポンの次なるリーダーに聞く！ ～あなたが総理になったら、 私たちの暮らしは、どう変わりますか？～」（2006年9月18日、テレビ東京）- 財務大臣在任時、官房長官 安倍晋三、外務大臣 麻生太郎とともに出演[121]。

## 書籍

### 著書
- 『自転車会議！ なぜ、各界のトップランナーは自転車を選ぶのか』（2009年9月7日、PHP研究所）ISBN 9784569772172

共著者は、疋田智 片山右京 今中大介 勝間和代
- 『対談集 谷垣禎一の興味津々』（2014年12月1日、かまくら春秋社）ISBN 9784774006406。知人11名と
- 『一片冰心 谷垣禎一回顧録』[122]（2024年5月29日、扶桑社）ISBN 9784594097479

### 関連書籍
- 『大波乱の予兆 野田民主vs.谷垣自民』（著者:大下英治）（2011年12月2日、徳間書店 徳間文庫）ISBN 9784198933760